# Алмедија (Пенсилванија)
Алмедија (енгл. Almedia) насељено је место без административног статуса у америчкој савезној држави Пенсилванија.

## Демографија
По попису из 2010. године број становника је 1.078, што је 22 (2,1%) становника више него 2000. године.
| Група             | 2000.         | 2010.         |
| Белци             | 1.039 (98,4%) | 1.049 (97,3%) |
| Афроамериканци    | 1 (0,1%)      | 9 (0,8%)      |
| Азијати           | 5 (0,5%)      | 6 (0,6%)      |
| Хиспаноамериканци | 1 (0,1%)      | 4 (0,4%)      |
| Укупно            | 1.056         | 1.078         |